# Rockmond Dunbar
Rockmond Dunbar (* 11. ledna 1973, Berkeley, Kalifornie, USA) je americký herec. Proslavil se hlavně rolemi v seriálu Země 2, Soul Food a Útěk z vězení. Také si zahrál šerifa Roosevelta v seriálu Zákon gangu, agenta Dennise Abbota v seriálu Mentalista a agenta Abe Gainese v seriálu The Path. Od roku 2018 hraje v seriálu stanice FOX Záchranáři L. A..

## Životopis
Dunbar se narodil v Berkeley v Kalifornii. Navštěvoval střední technickou školu v Oaklandu a vysokou školu Morehouse College, vysokou školu College of Sante Fe a University of New Mexico.

## Kariéra
Proslavil se především díky hlavní roli Kennyho Chadwaye v seriálu Soul Food a byl jmenován jedním z padesáti nejpřitažlivějších televizních hvězd všech dob. Roli Benjamina Milese Franklina získal v seriálu Útěk z vězení. V roce 2007 začal hrát v seriálu stanice TNT Heartland. Vedlejší role si zahrál v seriálech Girlfriends, The Game nebo Čmuchalové. Hostující role si poté zahrál v seriálech Země 2, Felicity, The Pretender, Two Guys and a Girl a North Shore. V roce 2011 získal roli šerifa Roosevelta v seriálu stanice FX Zákon gangu. V roce 2013 se připojil k obsazení seriálu Mentalista v roli agenta Dennise Abbota. Od roku 2018 hraje v seriálu stanice FOX Záchranáři L. A..

## Osobní život
Během let 2003 až 2006 byl manželem Ivy Holmes. Po méně než roce vztahu se zasnoubil s herečkou a scenáristkou Mayou Gilbert. Páru se v prosinci 2013 narodila dcera Berkeley Seon v lednu 2016 syn Czar Rockmond Dunbar.

## Vyznamenání
- důstojník Řádu republiky – Gambie, 2010

## Filmografie

### Film
| Rok  | Název                             | Role             | Poznámky            |
| ---- | --------------------------------- | ---------------- | ------------------- |
| 2000 | Punks                             | Darby            |                     |
| 2001 | All About You                     | Tim              |                     |
| 2005 | Kiss Kiss Bang Bang               | pan Fire         |                     |
| 2006 | Dirty Laundry                     | Patrick/Sheldon  |                     |
| 2008 | The Family That Preys             | Chris            |                     |
| 2008 | Jada                              | Simon            |                     |
| 2008 | Neznámí vetřelci                  | Kane             |                     |
| 2009 | Pastor Brown                      | Amir Rahiem      | také režisér        |
| 2010 | Love Chronicles: Secrets Revealed | Darren           | krátkometrážní film |
| 2011 | Truth                             |                  |                     |
| 2012 | Echo at 11 Oak Drive              | Abner            |                     |
| 2013 | Highland Park                     | Shaun            |                     |
| 2014 | More to Love                      | Terrence         |                     |
| 2014 | Envy or Greed                     | Anderson Connell | krátkometrážní film |
| 2015 | Curve Ball                        | James            |                     |
| 2016 | Fate                              |                  |                     |
| 2017 | The Cheaters Club                 | Eric             |                     |
| 2017 | Choke Hold                        |                  |                     |
| 2018 | Edge of Fear                      | Mike Dwyer       |                     |
| 2018 | City of Lies                      | Dreadlocks       |                     |

### Televize
| Rok                   | Název                              | Role                             | Poznámky                                       |
| --------------------- | ---------------------------------- | -------------------------------- | ---------------------------------------------- |
| 1994–1995             | Earth 2                            | Baines                           | 20 dílů                                        |
| 1997                  | The Good News                      | Bonz                             | 2 díly                                         |
| 1998                  | The Wayans Bros.                   | Barry                            | díl: „The Son of Marlon“                       |
| 1998                  | Two Guys, a Girl and a Pizza Place | Tommy                            | díl: „Two Guys, a Girl and a Homecoming “      |
| 1999                  | Pacific Blue                       | Tiger Bates                      | díl: „Infierno“                                |
| 1999                  | Advokáti                           | Byron Little                     | díl: „Infected“                                |
| 1999                  | Chameleon                          | Joe Taylor                       | díl: „Qallupilluit“                            |
| 1999                  | Felicity                           | muž ve vlaku                     | díl: „The Depths “                             |
| 2000                  | G vs E                             | Sonny Rhymes                     | díl: „Renunciation“                            |
| 2000–2004             | Soul Food                          | Kenny Chadway                    | 74 dílů                                        |
| 2003–2004             | Girlfriends                        | Jalen                            | 4 díly                                         |
| 2004                  | Hollywood Division                 | Det. Reginald Feiffer            |                                                |
| 2004                  | North Shore                        | Agent Fernley                    | díl: „Secret Service“                          |
| 2005                  | Head Cases                         | Dr. Robinson                     | 2 díly                                         |
| 2005–2007, 2009, 2017 | Útěk z vězení                      | Benjamin Miles "C-Note" Franklin | hlavní role, 43 dílů                           |
| 2007                  | Heartland                          | Dr. Thomas Jonas                 | 8 dílů                                         |
| 2007                  | Žralok                             | Teddy Banks                      | díl: „Zápas bez pravidel“                      |
| 2007                  | Chirurgové                         | Sean Brotherton                  | díl: Physical Attraction... Chemical Reaction“ |
| 2007                  | Kriminálka Miami                   | James Reilly                     | díl: „Gerily v mlze“                           |
| 2009, 2012–2013       | The Game                           | Pookie z Richmondu               | 19 dílů                                        |
| 2010                  | Čmuchalové                         | Det. Mark Gustafson              | 13 dílů                                        |
| 2010                  | The Defenders                      | Bounce                           | díl: „Nevada v. Killa Diz“                     |
| 2010                  | Private Practice                   | Jacob Deever                     | díl: „All in the Family“                       |
| 2011                  | Chicago: Zákon ulice               | Robert Turner                    | díl: „Vražda v čínské čtvrti“                  |
| 2011                  | Closer                             | Antwone Decker                   | díl: „Neočekávané potíže“                      |
| 2012                  | Raising Izzie                      | Greg                             | TV film                                        |
| 2012                  | Jak chutná láska                   | Danny Marsh                      |                                                |
| 2011–2013             | Zákon gangu                        | Sheriff Eli Roosevelt            | 29 dílů                                        |
| 2012–2013             | For Richer or Poorer               | Aubrey                           | 6 díly                                         |
| 2013                  | Doubt                              | Steve Adams                      | TV film                                        |
| 2013–2015             | Mentalista                         | agent Dennis Abbott              | 29 dílů                                        |
| 2015                  | Love Is a Four-Letter Word         | Nick                             | TV film                                        |
| 2016–2017             | The Path                           | detektiv Abe Gaines              | hlavní role, 23 dílů                           |
| 2017                  | Tým Škorpion                       | Scotty                           | 3 díly                                         |
| 2018–dosud            | Záchranáři L. A.                   | Michael Grant                    | vedlejší role (1. řada), hlavní role (2. řada) |